# Welsh International 1983
Die Welsh International 1983 fanden vom 2. bis zum 3. Dezember in Cardiff statt. Es war die 33. Auflage dieser internationalen Meisterschaften von Wales im Badminton.

## Titelträger
| Disziplin    | Sieger                      |
| ------------ | --------------------------- |
| Herreneinzel | Steve Butler                |
| Dameneinzel  | Karen Beckman               |
| Herrendoppel | Mike Tredgett Martin Dew    |
| Damendoppel  | Helen Troke Karen Chapman   |
| Mixed        | Mike Tredgett Karen Chapman |

## Finalresultate
| Disziplin    | Sieger                      | Finalist                       | Ergebnis          |
| ------------ | --------------------------- | ------------------------------ | ----------------- |
| Herreneinzel | Steve Butler                | Darren Hall                    | 15–11, 15–9       |
| Dameneinzel  | Karen Beckman               | Fiona Elliott                  | 11–3, 11–3        |
| Herrendoppel | Mike Tredgett Martin Dew    | Duncan Bridge Nigel Tier       | 18–14, 15–9       |
| Damendoppel  | Helen Troke Karen Chapman   | Gillian Gilks Paula Kilvington | 15–8, 11–15, 15–9 |
| Mixed        | Mike Tredgett Karen Chapman | Martin Dew Gillian Gilks       | 8–15, 15–9, 18–15 |